# Dicranum petrophylum
Dicranum petrophylum är en bladmossart som beskrevs av Negri 1908. Dicranum petrophylum ingår i släktet kvastmossor, och familjen Dicranaceae. Inga underarter finns listade i Catalogue of Life.